# Archives du Haut Commissariat des Nations unies pour les réfugiés
Les archives du Haut Commissariat des Nations unies pour les réfugiés sont les archives du HRC. Elles sont conservées au centre de l'association à Genève, Suisse.

## Collections
L'ensemble des archives de l'association et de ses antennes sur le terrain sont regroupées à Genève depuis sa fondation en 1951. Elles ont été regroupées depuis 1966 et occupent deux étages du sous-sol, sur près de 5 000 mètres linéaire.
Ces archives sont divisées en trois fonds distincts. Le premier fond, appelé « fonds 11 »  ou Central Registry Records en anglais, se présente comme un registre exhaustif des activités de l'organisation depuis sa création. Le second fond regroupe toute la documentation (principalement sous forme de correspondance) des bureaux de terrain. Le troisième fond, qui regroupe les documents externes à l'association, et en particulier ceux de l'ancienne Organisation internationale des réfugiés, est conservé à Paris, aux archives nationales françaises.
L'ensemble est inscrit comme bien culturel suisse d'importance nationale.